# Різаб (Марказі)
Різаб (перс. ريزاب) — село в Ірані, у дегестані Гакімабад, в Центральному бахші, шахрестані Зарандіє остану Марказі. За даними перепису 2006 року, його населення становило 0 осіб, що проживали у складі 0 сімей.

## Клімат
Середня річна температура становить 16,12°C, середня максимальна – 35,48°C, а середня мінімальна – -6,88°C. Середня річна кількість опадів – 245 мм.
| Клімат поселення                              | Клімат поселення | Клімат поселення | Клімат поселення | Клімат поселення | Клімат поселення | Клімат поселення | Клімат поселення | Клімат поселення | Клімат поселення | Клімат поселення | Клімат поселення | Клімат поселення | Клімат поселення |
| Показник                                      | Січ.             | Лют.             | Бер.             | Квіт.            | Трав.            | Черв.            | Лип.             | Серп.            | Вер.             | Жовт.            | Лист.            | Груд.            |                  |
| Середній максимум, °C                         | 10,73            | 13,72            | 18,18            | 24,81            | 29,84            | 34,74            | 35,48            | 34,57            | 30,41            | 23,97            | 17,35            | 10,94            |                  |
| Середня температура, °C                       | 1,92             | 4,92             | 9,39             | 16,00            | 21,05            | 25,94            | 29,07            | 28,16            | 23,98            | 17,56            | 10,93            | 4,53             |                  |
| Середній мінімум, °C                          | −6,88            | −3,9             | 0,59             | 7,19             | 12,22            | 17,12            | 22,65            | 21,74            | 17,58            | 11,16            | 4,53             | −1,88            |                  |
| Норма опадів, мм                              | 35               | 34               | 44               | 30               | 22               | 4                | 1                | 1                | 1                | 14               | 24               | 35               |                  |
| Середньомісячна швидкість вітру, м/с          | 1.44             | 2.10             | 2.89             | 3.20             | 2.98             | 2.82             | 2.96             | 2.81             | 2.39             | 2.23             | 1.98             | 1.48             |                  |
| Середньомісячна сонячна радіація, кДж/м²·день | 9175             | 11968            | 14421            | 18006            | 22017            | 25989            | 25754            | 23398            | 19871            | 14634            | 10828            | 8741             |                  |
| --------------------------------------------- | ---------------- | ---------------- | ---------------- | ---------------- | ---------------- | ---------------- | ---------------- | ---------------- | ---------------- | ---------------- | ---------------- | ---------------- | ---------------- |
| Джерело:                                      |                  |                  |                  |                  |                  |                  |                  |                  |                  |                  |                  |                  |                  |